# Utricularia papilliscapa
Utricularia papilliscapa — вид рослин із родини пухирникових (Lentibulariaceae).

## Етимологія
Видовий епітет стосується щільно-сосочкової основи квітконіжки.

## Біоморфологічна характеристика
Невелика, наземна, трав'яниста, однорічна рослина. Ризоїди капілярні, прості, у довжину до 4 мм. Столони нечисленні, ниткоподібні, у довжину 80–100 мм, у товщину 0.1–0.2 мм. Листки нечисленні; пластинка еліптична, 1–2 × 0.5–0.6 мм, верхівка закруглена. Пастки нечисленні, 0.5–0.8 мм завдовжки, рот базальний. Суцвіття прямовисні, поодинокі чи два чи більше, 45–140 мм завдовжки. Квітки 1–3, попарно на витягнутій осі. Частки чашечки майже рівні; верхня частка ≈ 1.5–1.6 мм завдовжки, 1.0–1.1 мм завширшки, широкояйцеподібна з закругленою верхівкою; нижня частка ≈ 1.4–1.5 мм завдовжки, 1.1–1.2 мм завширшки, з виїмчастою верхівкою. Віночок світло-рожевий, 5.5–6.5 мм завдовжки. Коробочка куляста, 2.1 мм у діаметрі. Насіння зворотнояйцеподібне, ≈ 0.15 × 0.12 мм. Пилок ≈ 32 × 32 мкм. Квіти і плоди реєструються з лютого по квітень.

## Середовище проживання
Вид росте в Австралії — Західна Австралія.
Відомий лише з кількох місць у північному регіоні Кімберлі в Західній Австралії. Знайдено на неглибоко затопленому піщаному субстраті.